# Bisfenocingulum
În geometrie bisfenocingulum sau girobifastigium pentakis alungit este unul dintre poliedrele Johnson (J90). Este unul dintre aceste poliedre care nu pot fi create prin operații de „divizare și lipire” ale poliedrelor platonice sau arhimedice. Având 24 de fețe, este un icositetraedru.
Dacă într-un bisfenocingulum se înlocuiește banda de triunghiuri de sus și de jos cu o bandă de dreptunghiuri, în timp ce se păstrează două sfenocoroane (J86) opuse se obține ortobicupola pătrată, alt poliedru Johnson (J28).

## Mărimi asociate

### Coordonate carteziene
Fie a ≈0,76713 cea de a doua cea mai mică rădăcină pozitivă a polinomului
{\displaystyle {\begin{aligned}&256x^{12}-512x^{11}-1664x^{10}+3712x^{9}\\&\quad +1552x^{8}-6592x^{7}+1248x^{6}+4352x^{5}\\&\quad -2024x^{4}-944x^{3}+672x^{2}-24x-23\end{aligned}}}
și {\displaystyle h={\sqrt {2+8a-8a^{2}}},} {\displaystyle c={\sqrt {1-a^{2}}}.}
Atunci coordonatele carteziene ale bisfenocingulumului cu latura de lungime 2 sunt date de reuniunea orbitelor punctelor
{\displaystyle \left(1,2a,{\frac {h}{2}}\right),\ \left(1,0,2c+{\frac {h}{2}}\right),\ \left(1+{\frac {\sqrt {3-4a^{2}}}{c}},0,2c-{\frac {1}{c}}+{\frac {h}{2}}\right)}
sub acțiunea grupului de simetrie generat de reflexiile față de planele xz și yz.

### Arie și volum
Următoarele formule pentru arie, A și volum, V sunt stabilite pentru lungimea laturilor tuturor poligoanelor (care sunt regulate) a: 
{\displaystyle A=(4+5{\sqrt {3}})\,a^{2}\approx 12,660254\,a^{2}.}
Pentru volum se calculează {\displaystyle \xi } ca rădăcina minimă pozitivă a polinomului de gradul 24:
   1213025622610333925376 x24

+ 54451372392730545094656 x22

− 796837093078664749252608 x20

− 4133410366404688544268288 x18

+ 20902529024429842816303104 x16

− 133907540390420673677230080 x14

+ 246234688242991598853881856 x12

− 63327534106871321714442240 x10

+ 14389309497459555704164608 x8

+ 48042947402464500749392128 x6

− 5891096640600351061013664 x4

− 3212114716816853362953264 x2

+ 479556973248657693884401 ,
cu care volumul este:
{\displaystyle V=\xi \,a^{3}\approx 3,777645~a^{3}.}